# دونتسدورف
دونزدورف (بالألمانية: Donzdorf) هي بلدة، مدينة وبلدة ألمانية تقع في ألمانيا في بادن-فورتمبيرغ. يقدر عدد سكانها بـ 11,073 نسمة .

## المدن التوأمة
مدن Riorges ونويزالتسا-شبرمبرغ هي مدن توأمة لـدونزدورف.